# Navvab Safavi
Navvab Safavi (persiska: نواب صفوی), född Mojtaba Mir-Lowhi, 1924, död 1956 i Teheran, var en iransk mullah, terrorist och revolutionär islamist som var ansvarig för mord på flera islamkritiker och ledande politiker och militärer i Iran, däribland författaren Ahmad Kasravi och politikern Ali Razmara.
Navvab Safavi var grundare av den islamistiska terrororganisationen Fedayan-e eslam ("Islams offrare"). Hans organisation kom att spela en viktig roll efter den iranska revolutionen 1979 i samband med avrättningar på oppositionella. Rörelsens ledare under andra hälften av 1900-talet var Sadeq Khalkhali. 
Navvab Safavi och andra ledare i Fedayan-e eslam avrättades i januari 1956.